# لويس الثامن عشر

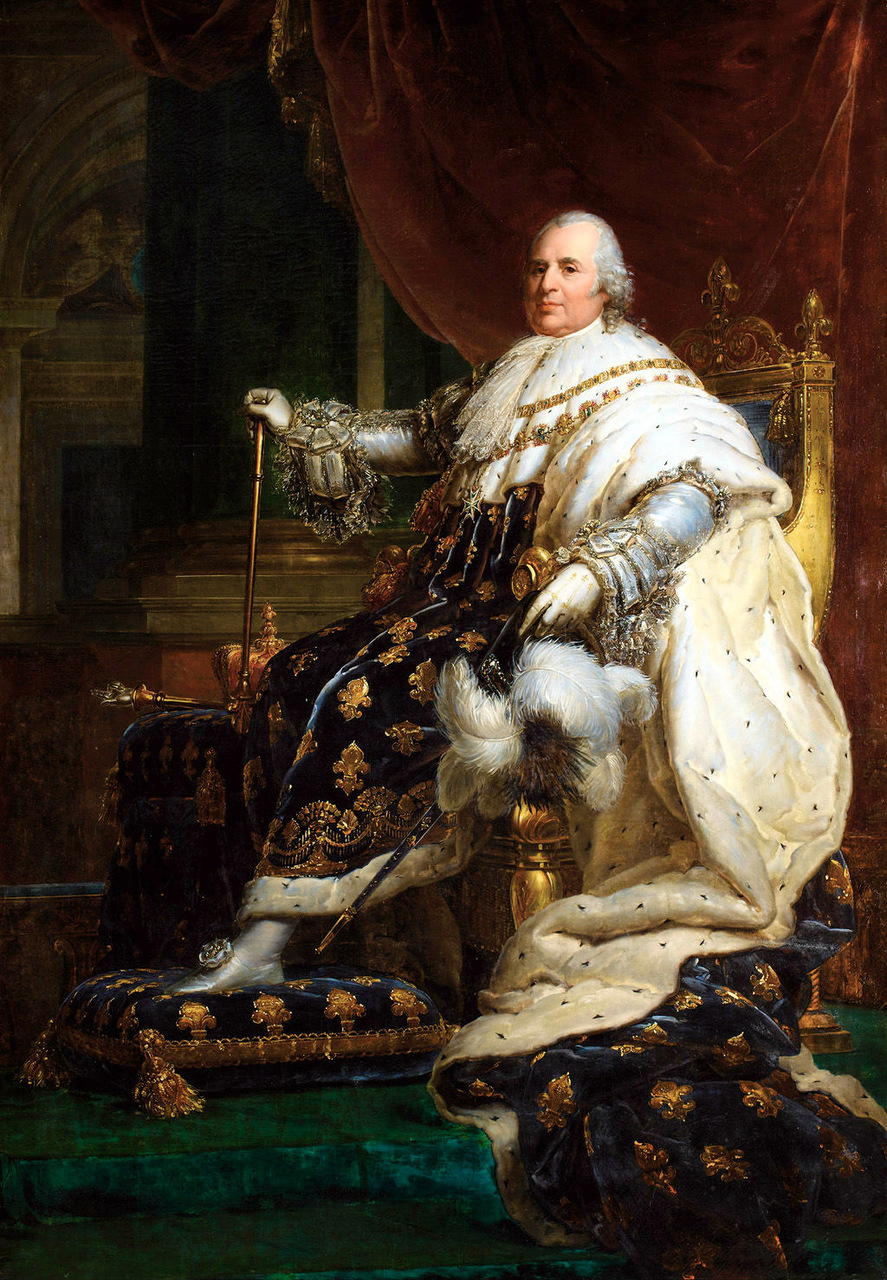
لويس الثامن عشر

لويس الثامن عشر (بالفرنسية: Louis XVIII)‏ (17 نوفمبر 1755 - 16 سبتمبر 1824) ملك فرنسا ونافارا، وأخو لويس السادس عشر، وعم لويس السابع عشر. حكم المملكة من عام 1814 (على الرغم من أنه لقى موت ابن اخوه عام 1795) حتى موته في عام 1824، تخللها فترة قصيرة فقد فيها الحكم في عام 1815 بعد عودة نابليون فيما عُرف باسم المائة يوم.
حمل لويس الثامن عشر لقب كونت بروفنس كأخ للملك لويس السادس عشر حتى وصوله إلى عرش فرنسا. ألغى المؤتمر الوطني الفرنسي النظام الملكي وعزل لويس السادس عشر، الذي أُعدم فيما بعد بالمقصلة، في 21 سبتمبر عام 1792. أعلن كونت بروفنس نفسه ملكًا (فخريًا) باسم لويس الثامن عشر؛ وذلك عندما توفي ابن أخيه الصغير لويس السابع عشر في السجن في يونيو عام 1795.
عاش لويس الثامن عشر في المنفى في بروسيا وإنجلترا وروسيا بعد الثورة الفرنسية وأثناء العصر النابليوني. وُضِع لويس الثامن عشر في المنصب الذي اعتبره هو والملكيون الفرنسيون مكانه الصحيح، وذلك عندما هزم التحالف السادس نابليون أخيرًا في عام 1814. هرب نابليون من منفاه في إلبا وأعاد إمبراطوريته الفرنسية. هرب لويس الثامن عشر، وأعلن التحالف السابع الحرب على الإمبراطورية الفرنسية، وهزم نابليون مرة أخرى، وأعاد لويس الثامن عشر مرة أخرى إلى العرش الفرنسي.
استلم لويس الثامن عشر منصب الملك لمدة تقل عن عشر سنوات. كانت حكومة آل بوربون ملكية دستورية، وذلك على عكس النظام القديم الفرنسي، الذي كان ملكية مطلقة. قلّ الامتياز الملكي للملك لويس الثامن عشر، بصفته ملكًا دستوريًا، بشكل كبير بموجب ميثاق عام 1814، وهو دستور فرنسا الجديد. أدت عودته في عام 1815 إلى موجة ثانية من الرعب الأبيض بقيادة الفصيل الملكي المتطرف. حلّ لويس البرلمان عديم الشعبية في العام التالي، والذي يشار إليه باسم المجلس بعيد المنال، مما أدى إلى ظهور العقائد الليبرالية. تميز عهده أيضًا بتشكيل التحالف الخماسي والتدخل العسكري في إسبانيا. لم يكن للويس أطفال، فانتقل التاج إلى أخيه شارل العاشر بعد وفاته. كان لويس الثامن عشر آخر ملك فرنسي يموت أثناء حكمه، فتنازل شارل العاشر (1824-1830) عن العرش وعُزل كل من لويس فيليب الأول (1830-1848) ونابليون الثالث (1852-1870).

## المنفى

### السنوات الأولى
أعلن كونت بروفنس نفسه وصيًا على فرنسا بحكم الواقع عندما وصل إلى البلدان المنخفضة. استغل وثيقة كتبها هو ولويس السادس عشر قبل فشل هروب الأخير إلى فارين إن أرغون. أعطته الوثيقة الوصاية على العرش في حالة وفاة أخيه أو عدم قدرته على أداء دوره كملك. كان سينضم إلى الأمراء الآخرين في المنفى في كوبلنزتس بعد فترة وجيزة من هروبه. أعلن هناك هو، وكونت أرتوا، وأمراء كوندي أن هدفهم هو غزو فرنسا. كان لويس السادس عشر منزعجًا بشدة من سلوك إخوته. أرسلت بروفنس مبعوثين إلى مختلف المحاكم الأوروبية يطلبون المساعدة المالية والجنود والذخيرة. أمّن أرتوا قلعة للمحكمة في المنفى بناخبي منطقة ترير أو (تريفيس)، إذ كان عمهم، كليمنس وينسيسلاوس من ساكسونيا، رئيس الأساقفة المنتخب. أثمرت أنشطة المهاجرين عندما اجتمع حكام بروسيا والإمبراطورية الرومانية المقدسة في درسدن. أصدروا إعلان بيلنتيس في أغسطس عام 1791، والذي حث أوروبا على التدخل في فرنسا إذا تعرض لويس السادس عشر أو عائلته للتهديد. لم يلق تأييد بروفنس للإعلان استحسانًا في فرنسا، سواء من قبل المواطنين العاديين أو من قبل لويس السادس عشر نفسه.
أعلنت الجمعية التشريعية في يناير عام 1792 أن جميع المهاجرين خانوا فرنسا، فصودرت ممتلكاتهم وألقابهم. أُلغي النظام الملكي في فرنسا بموجب المؤتمر الوطني في 21 سبتمبر عام 1792.
أُعدم لويس السادس عشر في يناير عام 1793. ترك هذا ابنه الصغير لويس شارل ملكًا فخريًا. أعلن الأمراء في المنفى عن لويس شارل «لويس السابع عشر من فرنسا». أعلن كونت بروفنس حينها، ومن جانب واحد، أنه وصي على العرش عن ابن أخيه، الذي كان أصغر من أن يكون رئيسًا لعائلة بوربون.
توفي الملك الشاب، الذي كان قاصرًا، في يونيو عام 1795، وكانت شقيقته الوحيدة الباقية على قيد الحياة هي أخته ماري تيريز، التي لم تُعد مرشحة للعرش بسبب التزام فرنسا التقليدي بالقانون السالي. أعلن الأمراء في المنفى في 16 يونيو أن كونت بروفنس هو «الملك لويس الثامن عشر». قبل الملك الجديد إعلانهم بعد فترة وجيزة. عمل لويس الثامن عشر على صياغة بيان ردًا على وفاة لويس السابع عشر. كان البيان، المعروف باسم «إعلان فيرونا» محاولة لويس الثامن عشر لتعريف الشعب الفرنسي بسياسته. دعا إعلان فيرونا فرنسا إلى العودة إلى أحضان النظام الملكي، «الذي كان مجدًا لفرنسا على مدى أربعة عشر قرنًا».
تفاوض لويس الثامن عشر على إطلاق سراح ماري تيريز من سجنها في باريس في عام 1795. أراد بشدة أن تتزوج ابن عمها الأول لويس أنطون، دوق أنغوليم، ابن كونت أرتوا. خدع لويس الثامن عشر ابنة شقيقه بإخبارها بأمنيات أهلها الأخيرة بزواجها من لويس أنطوان، فوافقت على رغبته في ذلك.
أُجبر لويس الثامن عشر على التخلي عن فيرونا عندما غزا نابليون بونابرت جمهورية البندقية في عام 1796.

### إنكلترا
أحضر لويس زوجته وملكته ماري جوزفين للانضمام إليه في إنجلترا في عام 1808. لم تدم إقامته في جوسفيلد هول طويلًا، فانتقل إلى هارتويل هاوس في باكينغهامشير حيث لجأ أكثر من مئة رجل من رجال الحاشية. كان الملك يدفع إيجارًا قدره 500 جنيه إسترليني كل عام لمالك العقار السير جورج لي. كان أمير ويلز (جورج الرابع ملك المملكة المتحدة المستقبلي) عطوفًا جدًا على البوربون المنفيين، فمنحهم، بصفته الأمير وصي العرش، حق اللجوء الدائم ومخصصات سخية للغاية.
لم ينضم كونت أرتوا إلى محكمة المنفى في هارتويل، وفضل مواصلة حياته العبثية في لندن. غادر صديق لويس كونت أفاراي هارتويل إلى ماديرا في عام 1809، وتوفي هناك في عام 1811. استُبدِل لويس أفاراي بالكونت دي بلاكاس كمستشار سياسي رئيسي له. توفيت الملكة ماري جوزفين في 13 نوفمبر عام 1810. عانى لويس من نوبة شديدة من النقرس في نفس الشتاء، والتي كانت مشكلة متكررة بالنسبة له في هارتويل، وكان عليه التحرك على كرسي متحرك.
شرع نابليون الأول في غزو روسيا في عام 1812، وبدأ حربًا كانت نقطة تحول في ثروته. فشلت الحملة فشلًا ذريعًا، واضطر نابليون إلى التراجع مع جيش في حالة يرثى لها. أصدر لويس الثامن عشر في عام 1813 إعلانًا آخر من هارتويل. كان إعلان هارتويل أكثر ليبرالية من إعلانه في عام 1805، فأكد أن أولئك الذين خدموا نابليون أو الجمهورية لن يعانون بسبب أفعالهم، وأن المالكين الأصليين للممتلكات الوطنية (الأراضي المصادرة من النبلاء ورجال الدين خلال الثورة) سيُعوَّضون لهم خسائرهم.
دخلت قوات الحلفاء باريس في 31 مارس عام 1814. كان لويس غير قادر على المشي، فأرسل كونت أرتوا إلى فرنسا في يناير عام 1814، وأصدر خطابات براءة اختراع لتعيين أرتوا ملازمًا عامًا للمملكة في حالة عودته إلى منصب الملك. تنازل نابليون الأول عن العرش في 11 أبريل بعد خمسة أيام من دعوة مجلس الشيوخ الفرنسي لويس لاستئناف عرش فرنسا.

## روابط خارجية
- لويس الثامن عشر على موقع الموسوعة البريطانية (الإنجليزية)
- لويس الثامن عشر على موقع إن إن دي بي (الإنجليزية)